# Green River (groupe)
Pour les articles homonymes, voir Green River.
Green River est un groupe de rock indépendant américain, originaire de Seattle, dans l'État de Washington.. Il est actif entre 1984 et 1988, et entre 2008 et 2009. Il eut une influence notable sur les débuts du son rock de Seattle connu sous le nom de grunge.

## Biographie
Green River est formé au début de 1984 par Mark Arm (chant, guitare), Steve Turner (guitares), Alex Vincent (batterie) et Jeff Ament (basse). Stone Gossard les rejoindra assez vite, Mark Arm voulant se concentrer uniquement sur le chant. Tous les musiciens étaient issus de groupes punk rock ou punk hardcore. Après avoir fait plusieurs concerts dans la région de Seattle, le groupe entre en studio pour l'enregistrement de son premier EP en décembre 1984. L'EP, intitulé Come On Down, sortira début 1985 en même temps que Steve Turner quitte le groupe pour divergences musicales. Il sera remplacé par un ami de Jeff Ament, Bruce Fairweather.
À la mi-1985, le groupe part en tournée pour promouvoir son disque, malgré le peu de succès rencontré. Il forge à ce moment une solide amitié avec d'autre groupes, notamment avec Sonic Youth. En 1986, le groupe continue à tourner, deux de ses titres figureront sur une compilation intitulé Deep Six réunissant plusieurs groupes émergeant de l'État de Washington, Soundgarden, Melvins, Malfunkshun notamment. En juin 1986, le groupe entre en studio pour enregistrer son deuxième EP, Dry As a Bone avec le producteur local Jack Endino pour le nouveau label Sub Pop Records,[Pas dans la source]. Cependant, des problèmes contractuels de leur nouveau label retarderont d'un an la sortie de Dry As a Bone.
À la mi-1987, Green River retourne en studio pour la réalisation de son premier album, mais de grandes divergences s'installent entre Stone Gossard et Jeff Ament d'une part, et les autres membres du groupe menés par Mark Arm, de l'autre. Les premiers voulant signer avec un grand label, les autres voulant rester sur un label indépendant. N'arrivant pas à se mettre d'accord, Gossard, Ament et Fairweather décident de quitter le groupe, mais resteront le temps de terminer l'album. Rehab Doll sortira en juin 1988, mais Green River n'existait déjà plus.
Plusieurs reformations ont lieu, en 1993 en compagnie de Pearl Jam à Las Vegas, en 2008 pour le vingtième anniversaire du label Sub Pop, en 2009 pour le vingt cinquième anniversaire des Melvins, etc.

## Post-séparation
Mark Arm  et Steve Turner  fonderont Mudhoney en 1988 avec Dan Peters (batterie), et Matt Lukin (basse).
Stone Gossard, Jeff Ament et Bruce Fairweather rejoindront Andrew Wood (chant) et Greg Gilmore (batterie) pour former Mother Love Bone. Après le décès d'Andrew Wood, Gossard et Ament formeront Pearl Jam avec Eddie Vedder (chant), Mike McCready (guitares) et Dave Krusen (batterie).

## Membres
- Mark Arm (né Mark McLaughlin) - chant
- Stone Gossard - guitare, chœurs
- Steve Turner - guitare (1984-1985)
- Bruce Fairweather - guitare (1985-1987)
- Jeff Ament - basse, chœurs
- Alex Vincent (né Alex Shumway) - batterie, percussions

## Discographie

### Album studio
- 1988 : Rehab Doll

### Autres
- 1985 : Come on Down (EP)
- 1986 : Together We'll Never (single)
- 1987 : Dry As a Bone (EP)
- 1990 : Dry As A Bone/Rehab Doll (compilation)

### Apparitions
- 10,000 Things et Your Own Best Friend sur Deep Six compilation (C/Z Records, 1986).
- "Searchin' (Good Things Come)" sur la compilation Motor City Madness (Glitterhouse Records, 1988).
- "Hangin' Tree" sur la compilation Sub Pop 200 (Sub Pop Records, 1988).
- "Swallow My Pride" sur la compilation This House Is Not A Motel (Glitterhouse Records, 1989).
- "Hangin' Tree" sur la compilation Sub Pop Rock City Glitterhouse Records, 1989).
- "Bazaar" and "Away In Manger" sur la compilation Another Pyrrhic Victory: The Only Compilation Of Dead Seattle God Bands (C/Z Records, 1989).
- "Ain't Nothing To Do" sur la compilation Endangered Species (Glitterhouse Records, 1990).
- "Baby Takes" sur la compilation Afternoon Delight: Love Songs From Sub Pop (Sub Pop Records, 1992).
- "Swallow My Pride (1987 Demo)" sur la bande originale Hype! (Sub Pop Records, 1996).
- "This Town" sur la compilation Wild And Wooly: The Northwest Rock Collection (Experience Music Project/Sub Pop Records, 2000).